# 葛原和三
葛原 和三（くずはら かずみ、1950年 - ）は、日本の軍事史研究者.
三重県生まれ、1965年陸自少年工科学校入校、1974年北海学園大学法学部卒業、機甲科部隊では、戦車教導隊（小隊長）、第７師団（師団長副官）、第73戦車連隊（中隊長）、第11戦車大隊（大隊長）などで勤務、陸上自衛隊幹部学校指揮幕僚課程、筑波大学史学研修後、陸上自衛隊幹部学校（戦史教官）１等陸佐、機甲科。防衛大学校（助教授・教授）、防衛研究所戦史部（所員）及び幹部学校戦史専門教官として戦史教育を担任。2013年退官、靖国偕行文庫室長（嘱託）2020年退職。
所属学会：「日本軍事史学会」、「戦略研究学会」

## 著書
- 『機甲戦ー用兵思想と系譜』（作品社、2021年）
- 『機甲戦の理論と歴史』(芙蓉書房出版、2009年)[1]
- 『戦場の名言』（共著、草思社、2006年）
- 『ニューギニア砲兵隊戦記』（解説、光人社、2008年）
- 『パンツアー・エース』（解説、ホビージャパン、2022年）

## 論文
- 「日本陸軍の第一次世界大戦研究成果の近代戦への反映ー陸軍の機械化を中心にしてー」防衛研究所研究資料01RO-14H(2001年3月)
- ｢『戦闘綱要』の教義の形成と硬直化｣『軍事史学』157号 第40巻第1号 (2004年6月)https://cir.nii.ac.jp/crid/1520853833674043904
- 「帝国陸軍の第一次世界大戦史研究ー戦史研究の用兵思想への反映について」https://www.nids.mod.go.jp/publication/senshi/pdf/200103/05.pdf
- 「朝鮮戦争と警察予備隊―米極東軍が日本の防衛力形成に及ぼした影響について― 防衛研究所紀要 第8巻第3号(2006年3月) (PDF) 」
- 「第一次世界大戦の『タンク』から見た日本陸軍ー陣地戦の兵器か、機動戦の兵器か―｣（軍事史学会編『第一次世界大戦とその影響』2015年3月）https://cir.nii.ac.jp/crid/1520572358184458880
- 「硫黄島作戦―戦訓は如何に活用されたかー｣『陸戦研究』1992年5-7月(陸戦学会「奨励賞」)
- 「北鮮軍は朝鮮戦争から何を学んだか」『陸戦研究』1998年10年12月（陸戦学会「優秀賞」）
- 「警察予備隊の創設と日米軍事思想の葛藤」『陸戦研究』2011年5-6月(陸戦学会「優秀賞」),58(683), 1-26, 2010-08, NAID 40017260553
- 「フォークランド紛争再考のために」『陸戦研究』2011年4・5月（陸戦学会)
- 「『用兵思想史』の意義と必要性について」『陸戦研究』2013年7月（陸戦学会「優秀賞」), 1-28, 2013-07, NAID 40019687245
- ｢キーウ電撃戦はなぜ失敗したのか・イジューム電撃戦はなぜ成功したのか｣『三年目のロシア・ウクライナ戦争』(アルゴノート)2024年3月
- ｢ロシア・ウクライナ軍の作戦と戦術｣『軍事研究』2023年7月
- ｢機甲戦から見たウクライナ戦争の一年｣『歴史群像』2023年6月
- ｢沖縄戦における第六十二師団の戦闘｣『軍事史学』2024年6月
- ｢機動戦の視点で読み解く第四次中東戦戦争｣『歴史群像』2024年6月